# ハイ・タイド・アンド・ムーンライト・バッシュ
ハイ・タイド・アンド・ムーンライト・バッシュ（HIGH TIDE AND MOONLIGHT BASH）は、1999年12月8日に発売されたソウル・フラワー・ユニオンの初のライヴ・アルバム。

## 解説
『ウィンズ・フェアグラウンド』発表後、キューンレコードから離れインディーに戻った彼らが最初に手がけた「自主制作」アルバム。ニューエスト・モデル、メスカリン・ドライヴともにフルのライヴ・アルバムは発表していなかったので、実質上、ソウル・フラワー初のライヴ・アルバムである。
1998年の数本のライヴから選曲されており、当時ライヴに参加していたドーナル・ラニー（ブズーキ）や大熊ワタル（クラリネット）、太田恵資（フィドル）、原ミドリ（コーラス、元SPANK HAPPY）などが参加している。発表当時、「ベスト・オブ・SFU」と銘打っており、演奏、選曲ともども、90年代後半のソウル・フラワー・ユニオンのライヴの雰囲気が凝縮されたアルバムとなっている。

## 収録曲
1. 雑種天国 ZASSYU TENGOKU (LAND OF A MILLION CROSSBREED)
2. ブルー・マンデー・パレード BLUE MONDAY PARADE
3. 風の市 KAZE NO ICHI (WINDS FAIRGROUND)
4. 霧の滴 FOGGY DEW
5. 戦火のかなた SENKA NO KANATA (BEYOND THE FLAMES)
6. マウンテンバイク・フロム・ヘヴン MOUNTAIN BIKE FROM HEAVEN
7. 平和に生きる権利 THE RIGHT TO LIVE IN PEACE / DERECHO DE VIVIR EN PAZ EL
8. 闇夜の太陽 YAMIYO NO TAIYO (THE SUN OF THE DARK NIGHT)
9. 潮の路 SHIO NO MICHI (SEA ROAD)
10. 満月の夕 MANGETSU NO YUBE (A FULL MOON EVENING)
11. こたつ内紛争 KOTATSU NAI FUNSO (STRUGGLING IN THE KOTATSU)
12. 海行かば 山行かば 踊るかばね UMI YUKABA YAMA YUKABA ODORU KABANE (GO THE SEA, GO THE MOUNTAINS, THE DEAD BODIES ARE DANCING)
13. エエジャナイカ EEJYANAIKA (NEVER MIND)
14. もののけと遊ぶ庭 MONONOKE (A GARDEN TO PLAY WITH GHOSTS)

## 備考
- M-4 アイリッシュ・トラッドのカバー（日本語詞：中川敬）
- M-7 ビクトル・ハラ「DERECHO DE VIVIR EN PAZ EL」カバー（日本語詞：中川敬）
- M-1、11 ニューエスト・モデル時代の楽曲
- M-6 メスカリン・ドライヴ時代の楽曲